# Pierre-Benjamin Lafaye
Pour les articles homonymes, voir Lafaye.
Pierre-Benjamin Lafaye (ou Lafaist), couramment appelé Benjamin Lafaye, est un philologue français, né au Mont-Saint-Sulpice dans l’Yonne le 6 juillet 1809 et mort à Aix-en-Provence le 5 janvier 1867.

## Biographie
Issu d'une famille modeste, Benjamin Lafaye est le septième d'une fratrie de huit enfants. Il suit sa scolarité à Auxerre. Il fait ensuite sa classe préparatoire au lycée Henry-IV et entre à l'École normale en 1829, où il devient disciple de Théodore Jouffroy et Victor Cousin. Après avoir quitté l’École normale, il est chargé de l'enseignement philosophique au collège Louis-le-Grand en qualité de suppléant ; il devient à la même époque secrétaire d'Abel François Villemain. Il est reçu docteur ès-lettres en 1833, après avoir soutenu sa thèse latine sur La Définition à la Faculté des lettres de  Paris. Il rédige la même année une dissertation sur la philosophie atomistique. En 1834, Lafaye est nommé professeur de philosophie au collège d'Orléans, et reste à ce poste jusqu'en 1838. Il est en même temps collaborateur de l'Encyclopédie des gens du monde et de la Revue française et étrangère.
En 1838, Lafaye devient professeur de philosophie au collège Royal de Marseille (rebaptisé lycée Thiers en 1930) et, huit ans plus tard, il est appelé à la chaire de philosophie nouvellement créée de la Faculté des lettres de l'Université d'Aix-Marseille. Doyen de la Faculté d'Aix en 1853, il conserve ses fonctions jusqu'à sa mort en 1867. 
Benjamin Lafaye est le frère cadet de l'artiste-peintre et maître-verrier Prosper Lafaye et le père de Georges Lafaye, également philologue.

## Distinctions
- Prix Volney en 1843 pour l'ouvrage Synonymes français[5] et en 1858 pour le Dictionnaire des synonymes de la langue française.
- Chevalier de la légion d'honneur en 1856[6].

## Publications
Universitas regia. Facultas literarum in Academia parisiensi. Thesis philosophica de definitione. Parisiis : ex typis Lebègue, 1833.
Dissertation sur la philosophie atomistique. Paris : Impr. royale, 1833.
De l'Enseignement de la philosophie considéré comme complément de l'éducation des collèges, discours prononcé à la distribution des prix du collège royal d'Orléans, le 16 août 1834. Paris : impr. de Lebègue, 1834.
Synonymes français. Paris : L. Hachette, 1841.
Dictionnaire des synonymes de la langue française. Paris : L. Hachette, 1858. C'est son ouvrage principal, complété en 1865 par un supplément. Le dictionnaire est précédé par une introduction théorique qui «mérite lecture».